# Ellar Coltrane
Ellar Coltrane Kinney Salmon (Austin, Texas, 27 de agosto de 1994), o simplemente Ellar Coltrane, es una persona profesional de la actuación estadounidense conocido por su papel de Mason Evans Jr. en Boyhood, por el que ganó el Premio de la Crítica Cinematográfica al mejor intérprete joven.

## Biografía
Coltrane nació en Austin, Texas. Su madre es Genevieve (apellido de soltera Kinney), profesional de hipoterapia para personas autistas, y su padre es Bruce Salmon, músico. Sus padres se divorciaron cuando tenía nueve años, y su madre volvió a casarse posteriormente. De este segundo matrimonio nació Evelyn, hermana de Coltrane, cuando tenía 11 años.
Cuando era joven tuvo una educación en el hogar con la excepción de tres años de escuela secundaria, seguido de un GED.
Coltrane ha hablado de su incomodidad respecto a los roles de género binarios: "Para mi, la separación de género binaria siempre me ha parecido una farsa, es como un personaje que tengo que interpretar." Además, ha expresado que prefiere que se le identifique con el pronombre they.

## Carrera
En 2001, con seis años de edad, el cineasta Richard Linklater le eligió para interpretar al personaje protagonista de la película Boyhood. Linklater quería hacer una película sin precedentes que mostrara el crecimiento de una persona joven y como envejecen los diferentes actores en pantalla. Coltrane y otros miembros del elenco fueron filmados de forma intermitente durante varios días seguidos entre mayo de 2002 y agosto de 2013, y cuando Coltrane cumplió 19 años hubo 45 días completos de filmación. Durante su infancia, Coltrane también apareció en otras películas, incluyendo un pequeño papel en la película de 2006 Fast Food Nation de Linklater.
En 2016, Coltrane formó parte de la película dramática Barry basada en Barack Obama que se estrenó en el Festival Internacional de Cine de Toronto. Al año siguiente, fue coprotagonista, junto a Emma Watson, de la adaptación de la novela El círculo de Dave Eggers llevada a cabo por James Ponsoldt que se estrenó en el Festival de Cine de Tribeca.

## Filmografía
| Año  | Película                                       | Personaje         |
| ---- | ---------------------------------------------- | ----------------- |
| 2002 | Lone Star State of Mind                        | Young Earl Crest  |
| 2005 | Faith & Bullets                                | Thomas Chaney Jr. |
| 2006 | Fast Food Nation                               | Jay Anderson      |
| 2009 | Hallettsville                                  | Young Tyler       |
| 2014 | Boyhood                                        | Mason Evans Jr.   |
| 2017 | El círculo                                     | Mercer Regalado   |
| 2017 | The Last Movie Star                            | Shane McAvoy      |
| 2017 | Blood Money                                    | Victor            |
| 2018 | The Man Who Killed Hitler and Then the Bigfoot | "Dependiente"     |
| 2019 | Summer Night                                   | Jameson Ford      |
| 2020 | The Good Lord Bird                             | Salmon Brown      |
| 2021 | El Fantasma                                    | Lee Harvey Oswald |
| 2021 | Shoplifters of the World                       | Dean              |